# Hans Lülfing
Hans Lülfing (né le 24 novembre 1906 à Leipzig et mort le 9 juillet 1991 à Berlin) est un bibliothécaire, paléographe, historien et germaniste allemand.

## Biographie
Lülfing étudie l'histoire, la philosophie, l'allemand, la géographie et l'histoire de l'art à l'Université de Leipzig à partir de 1926 et y obtient son doctorat en 1931 avec une thèse sur les opinions politiques de Julius Froebel. Il suit ensuite une formation de bibliothécaire à Leipzig de 1934 à 1936 et arrive à la bibliothèque de la ville de Magdebourg (de) en tant que bibliothécaire scientifique et directeur temporaire, où il travaille pendant 15 ans.
En 1951, il retourne à Leipzig et prend la direction du département des manuscrits et des incunables de la bibliothèque universitaire de Leipzig (de).
En 1952, il reçoit un poste d'enseignant pour l'histoire des livres et des bibliothèques à l'Université de Leipzig et la même année, il est nommé président de la commission des manuscrits et des incunables au ministère de l'Enseignement supérieur et de l'Enseignement technique de la RDA. En 1957, il est nommé directeur du département des manuscrits de la Bibliothèque d'État de Berlin et de 1959 à 1964, il est responsable du département des incunables et du catalogue général des incunables. De 1962, il occupe une chaire d'histoire du livre et de l'écriture à l'Institut de bibliothéconomie de l'Université Humboldt de Berlin jusqu'à sa retraite en 1972. Son domaine se trouve à la bibliothèque universitaire de Leipzig.
Lülfing apporte d'importantes contributions à l'histoire du livre et de la bibliothèque. Dans ses nombreuses conférences et publications, notamment dans la monographie "Johannes Gutenberg und das Buchwesen des 15. Jahrhunderts », il comprend l'histoire du livre et de l'écriture comme faisant partie intégrante de l'histoire culturelle générale.

## Travaux
- Universität, Buchdruck und Buchhandel in Wittenberg, vornehmlich im 16. Jahrhundert. In: 450 Jahre Martin-Luther-Universität Halle-Wittenberg. Band 1: Wittenberg 1502–1817. Selbstverlag der Martin-Luther-Universität Halle-Wittenberg, Halle 1952, S. 377–391, 380.
- Gelehrten- und Schriftstellernachlässe in den Bibliotheken der Deutschen Demokratischen Republik. Teil 2: Die Nachlässe in  wissenschaftlichen Instituten und Museen und in den allgemeinbildenden Bibliotheken. Deutsche Staatsbibliothek, Berlin 1968.
- Gelehrten- und Schriftstellernachlässe in den Bibliotheken der Deutschen Demokratischen Republik. Teil 3: Nachträge, Ergänzungen, Register. Deutsche Staatsbibliothek, Berlin 1971.
- Das Buch im 4. bis 16. Jahrhundert. Kulturgeschichtliche Grundlagen, Zusammenhänge, Ausblicke, in: Teitge, Hans-Erich (Hrsg.): Kostbarkeiten der Deutschen Staatsbibliothek, Leipzig 1986.
- An der Wiege des Alphabets. Leipzig, Fachbuchverlag 1977.